# Versunkener Morgen
Versunkener Morgen (Originaltitel: Manhã Submersa) ist ein Filmdrama des portugiesischen Regisseurs Lauro António aus dem Jahr 1980. Es ist eine Adaption des 1953 erschienenen Romans Manhã Submersa von Vergílio Ferreira. Die Geschichte spielt in den 1940er Jahren im Portugal der klerikalfaschistischen Diktatur des Estado Novo. Unter Diktator Salazar, er selbst ein Seminarist, war Portugal ein ländliches, von tiefen sozialen Gegensätzen geprägtes Land.

## Inhalt
In der archaischen Landschaft der Beira Alta schickt eine verwitwete einfache Bäuerin ihren 12-jährigen Sohn António auf ein katholisches Priesterseminar, in Absprache mit seiner Patentante Dona Estefânia, Oberhaupt der einflussreichen alten Familie, der die armen Bauernfamilien der Gegend unterstehen. Im streng reglementierten Seminar leben die Jungen ein freudloses, von Unterdrückung und Erniedrigung gezeichnetes Leben. Seine Ferien muss António im Herrenhaus in der angespannten Stimmung der Familie seiner strengen Patentante verbringen, und so bleiben ihm nur wenige Momente mit seiner ihn liebenden Familie in seinem einfachen Elternhaus.
Der zurückhaltende Junge versucht redlich, den Ansprüchen aller zu entsprechen. Dennoch erlebt er ständige Repressionen, und ihm bleiben nur wenige halbwegs menschliche Momente im Zusammenleben mit Mitschülern. So lebt er in wachsender Sehnsucht nach seinem Dorf und seiner herzlichen Familie, für die er jedoch im Seminar bleiben muss, um soziale Nachteile zu vermeiden, zudem ist das Seminar die einzige Aussicht auf ein besseres Leben für ihn.
Das von extremer Frömmigkeit, ständiger Heuchelei und ungerechten Erniedrigungen bestimmte Leben ohne jeden persönlichen Freiraum bedrückt António, der sich nach einem normalen Erwachsenwerden sehnt. Nach zwei Jahren hat er schließlich nur noch den Wunsch, das Seminar zu verlassen. Die Erwartungen seiner geplagten, ihn liebenden Mutter und seiner hochgestellten, ihn verachtenden Patentante zwingen ihn jedoch weiter zum Verbleib.
Als ein vertrauter Mitschüler erkrankt und stirbt, reift in ihm der Entschluss zur Flucht. Immer weiter eingezwängt zwischen den unerfüllbaren Erwartungen der Pater des Seminars, seiner herablassenden Patentante und seiner notleidenden Familie, sieht António seinen Ausweg nur noch in einem erzwungenen Ausschluss durch Selbstverstümmelung. Als er bei einer Familienfeier seiner kaltherzigen Patentante erneut soziale Zurücksetzung zu spüren bekommt, nutzt er spontan eine sich bietende Gelegenheit.

## Rezeption
Der Film kam am 17. Oktober 1980 in die portugiesischen Kinos und wurde ein Publikumserfolg. Er lief zudem auf einer Reihe internationaler Filmfestivals, wo er zum Teil auch ausgezeichnet wurde, so beim Internationalen Filmfestival Moskau 1981 und beim Internationalen Filmfestival von Figueira da Foz 1980.
Es war der erste Langfilm Lauro Antónios, der davor nur als Filmkritiker und Sachbuchautor in Erscheinung getreten war. Entstanden war der Film zeitgleich mit einer gleichnamigen vierteiligen Fernsehserie des öffentlich-rechtlichen Fernsehsenders RTP, die im Oktober und November 1979 im zweiten Kanal ausgestrahlt wurde. Als leicht kürzere Kinofassung kam er dann, wie von Anfang an geplant, in die Kinos, wo er erneuten Zuschauerzuspruch genoss. Zwar waren die Zeiten der Diktatur seit fünf Jahren vorbei und Portugal bereits ein anderes Land, doch erinnerte sich ein Großteil des Publikums noch lebhaft an das gesellschaftliche Klima in der Diktatur, das der Film hier anschaulich und ohne Künstlichkeiten vermittelt. Die in portugiesischen Filmen vor 1974 üblicherweise als gerecht und human dargestellten Priester werden hier als extrem repressive und extrem manipulative Obrigkeitsvertreter und zentrale Stützen der Diktatur gezeigt, und auch die tiefen sozialen Gegensätze werden hier herausgehoben, beides für Zuschauer 1980 sowohl eine ungute, weiter aufzuarbeitende Erinnerung als auch eine Erklärung für die weiterwirkenden gesellschaftlichen Probleme im Land. Ohne Happy End vermittelt dann die Schlussszene mit dem Blick aus dem Krankenzimmer doch eine Aussicht auf gesellschaftliche Veränderung und auf ein Ende der unerträglich ungerechten Situation. Der Zuschauer 1979 erkannte darin gleich die befreiende Nelkenrevolution 1974 als Ausgangspunkt einer anderen, progressiven Entwicklung.
Die Filmkritik lobte den flüssig erzählten und von klaren Bildern und Dialogen markierten Film auch für die überzeugenden Schauspielleistungen (besonders die meist nur Theaterbesuchern besser bekannte Eunice Muñoz und der überraschend überzeugende Kinderdarsteller Joaquim Manuel Dias) und die gelungene Kamera, mit nur kleinen Kritikpunkten an Schnitt und Beleuchtung. Miguel Esteves Cardoso sah hier auch Parallelen zum Japanischen Film und seinen häufig gezeigten Widersprüchen zwischen einem klaustrophobischen und durchreglementierten Inneren und dem Freiheit verheißenden Äußeren dahinter, etwa die irreführende Ruhe und die eingehaltene Wut in Ōshimas Kleine Sommerschwester (1972) oder in Ozu Yasujirōs Guten Morgen (1959).

„Versunkener Morgen ist ein gerader angebrochener Morgen, an dem sich der kleine António einer der tausend-und-einen Regeln bedient (die Nicht-Akzeptanz körperlich behinderter Vertreter der Kirche), um der Gesamtheit dieser Regeln zu entfliehen, in dem er einem falschen moralischen Perfektionismus durch eine kleine körperliche Beunruhigung entkommt. („Manhã Submersa é uma manhã que acaba por emergir, com a transgressão do pequeno António que se aproveita de uma das mil e umas regras ( a não aceitação de deficientes na classe eclesiástica) para se furtar a todas, fugindo da falsa perfeição moral através de uma pequena inquietação física.“)“

„Eine vehemente Auseinandersetzung mit dem Geist und den Methoden im Portugal des Diktators Salazar: genau in der Beschreibung der Atmosphäre, festgehalten in sehr melancholischen Bildern.“

Versunkener Morgen war der portugiesische Kandidat für den besten fremdsprachigen Film zur Oscarverleihung 1981, gelangte bei der folgenden 53. Oscarverleihung jedoch nicht zur Nominierung.
Der Film erschien Ende der 1980er Jahre als VHS-Kassette bei Vista Vídeo und ab 2018 als DVD in der Initiative Colecção da Academia, einem gemeinsamen DVD-Veröffentlichungsprojekt von Cinemateca Portuguesa und Academia Portuguesa de Cinema.